# 1954 no Brasil
Esta é uma cronologia dos fatos acontecimentos de ano 1954 no Brasil.

## Incumbentes
- Presidente do Brasil - Getúlio Vargas (31 de janeiro de 1951 - 24 de agosto de 1954)
- Presidente do Brasil - Café Filho (24 de agosto de 1954 - 8 de novembro de 1955)

## Eventos
- 5 de Agosto - Atentado da rua Tonelero: Resulta no assassinato do major Rubens Florentino Vaz, da Força Aérea Brasileira (FAB), durante tentativa de assassinato do jornalista Carlos Lacerda.[1] No mesmo dia, as investigações revelam a participação de membro da guarda pessoal do Presidente Getúlio Vargas no Atentado.
- 8 de Agosto - Atentado da rua Tonelero: Após Gregório Fortunato, chefe da guarda pessoal do Presidente, confessar ser o mandante do crime, a Aeronáutica assume o comando das investigações. A guarda pessoal do Presidente é extinta.
- 12 de Agosto - Em sua coluna na Tribuna da Imprensa, Carlos Lacerda sugere que os militares exijam a renúncia de Getúlio Vargas.
- 13 de Agosto - Capturado, Alcino João do Nascimento, pistoleiro contratado para auxiliar no Atentado, revela que Benjamin Vargas, o irmão do Presidente, era o mandante do crime.
- 17 de Agosto - Capturado Climério Euribes de Almeida, o membro da guarda pessoal que participou do Atentado.
- 22 de Agosto - Manifesto dos Generais: 19 generais do Exército Brasileiro assinam o manifesto que exigia a renúncia de Vargas.
- 23 de Agosto - Vargas se reúne com seus ministros para analisar a crise política que se instaurou após o Atentado. Decide-se que o Presidente entrará de licença até o fim das investigações.
- 24 de agosto:  - Militares não aceitam o acordo e exigem a renúncia. No Palácio do Catete, o presidente Getúlio Vargas suicida-se com um tiro no coração. O vice Café Filho torna-se o 18º Presidente do Brasil.[2]
- 25 de Agosto - A morte de Vargas causa grande comoção pública no Brasil, surpreendendo seus opositores.[3]
- 25 de novembro: Juscelino Kubitschek é indicado candidato a presidência do Brasil.
- Dezembro - Chefes militares divulgam documento onde apoiam para as eleições presidenciais de 1955 uma candidatura única de "união nacional", visando apaziguar a crise política nacional.

## Nascimentos
- 14 de janeiro: Nelson Machado Filho, dublador.
- 11 de dezembro: Elizângela, atriz e cantora (m.2023)

## Mortes
- 24 de agosto: Getúlio Vargas, 14º e 17º presidente do Brasil (n. 19 de abril de 1882).